# 劉源清 (正德進士)
劉源清（？—？），字汝澄，號東圃，山東承宣布政使司東平州（今山東省泰安市東平縣）人，明朝政治人物、同進士出身。

## 生平
正德五年（1510年）庚午科山東鄉試舉人，九年（1514年）甲戌科進士，授進賢縣知縣，朱宸濠謀反時，其率眾拒絕投降并帶兵反抗，十五年四月升四川道试監察御史，十六年十一月论平宸濠功，升大理寺左寺丞，嘉靖元年（1522年）謝病歸。嘉靖六年（1527年）六月起用，以右僉都御史巡撫宣府，平定滴水崖賊郭春叛變，進右副都御史。
嘉靖十二年，因邊警遷兵部左侍郎，總制宣、大、山西、保定諸鎮軍務（宣大總督）。大同兵變時，因處理不當，被奪職閒住，以兵部侍郎張瓚代之。此後被逮下獄，獄久不決，後因丁憂，十五年六月減死斥為民。嘉靖二十九年（1550年）秋俺答汗進攻京師時，再次起用，未赴而卒。隆慶初年，贈兵部尚書。
墓在州北七里。隆庆初，奉敕建修，郡人赵元夫为铭。
子劉爾牧，字成卿，嘉靖甲辰進士，授戶部主事，官至郎中。